# 五六七大聯盟
五六七大聯盟（又作567大聯盟）為在2004年由一群民國五十至七十年次世代之中國國民黨青年菁英份子所發起組成的政治團體，發起人大都接受過當時中國國民黨革命實踐研究院之「中興菁英研究班」與「國家政策研究班」等參選與政務之雙棲訓練。
聯盟基本訴求在「推動以中華民國為基礎之民主法治進程及國民黨之革新以求台灣之最大福祉」。主張以具有經驗傳承意涵的「世代合作」來進行國民黨之年輕化與專業化改革。 
聯盟成立時之發起人為李福軒、李德維、邱冠斌、張斯綱、黃國瑞、吳威志、洪滋遠、鈕則勳等20位。

## 成立
2004年5月2日，中國國民黨黨內的一個青年次團體「五六七大聯盟」正式成立，當時以一篇「改變，才有希望」的宣言說明了聯盟成立之肇因。
2004年8月14日，宣佈成立「2008魔法學校」，進行以「中華民國在台灣」主體意識的年輕族群培訓基地。

## 主張
五六七大聯盟在2004年初提出「中華民國是兩岸的最大公約數」做為兩岸和平共處的基處架構（東森新聞 2004）。
「國民黨應儘快以『中華民國第二共和』、『三權分立』為『憲改』方向，承認『兩岸分裂狀態』，『不主張統一』，『保留統獨選項』」（引自華夏經緯網 2004）。